# Йоганн Мікль
Йоганн Мікль (нім. Johann Mickl; 18 квітня 1893, Цектінг — 10 квітня 1945, Рієка) — австро-угорський, австрійський і німецький офіцер, генерал-лейтенант вермахту. Кавалер Лицарського хреста Залізного хреста з дубовим листям.

## Біографія
Учасник Першої світової війни, після закінчення якої вступив у австрійську армію. Після аншлюсу 13 березня 1938 року автоматично перейшов у вермахт. З 10 листопада 1938 року — командир 42-го протитанкового дивізіону. Учасник Польської і Французької кампанії. З 10 грудня 1940 року — командир 7-го стрілецького полку 7-ї танкової дивізії. З 1 червня 1941 року — командир 155-го стрілецького полку (група «Мікль»), який був відправлений у Північну Африку. В грудні 1941 року недовго командував 90-ю легкою дивізією. З 15 березня 1942 по 25 січня 1943 року — командир 12-ї стрілецької бригади, потім — 25-го моторизованого полку. З 15 травня по 11 серпня 1943 року виконував обов'язки командира 11-ї танкової дивізії. З 13 серпня 1943 року — командир 392-ї піхотної дивізії, керував її формуванням і операціями на Балканах. 9 квітня 1945 року важко поранений в голову у бою з югославськими партизанами. Наступного дня помер у шпиталі.

## Звання
- Лейтенант ландверу (1 серпня 1914)
- Оберлейтенант (1 травня 1915)
- Гауптман (1 січня 1921)
- Майор (25 вересня 1928)
- Оберстлейтенант (16 січня 1936)
- Оберст (1 червня 1940)
- Генерал-майор (1 березня 1943)
- Генерал-лейтенант (1 квітня 1944)

## Нагороди
- Срібна медаль за хоробрість (Австро-Угорщина) — нагороджений двічі.
- Хрест «За військові заслуги» (Австро-Угорщина) 3-го класу з військовою відзнакою і мечами (16 жовтня 1915)
- Орден Залізної Корони 3-го класу з військовою відзнакою і мечами (22 березня 1916)
- Медаль «За військові заслуги» (Австро-Угорщина)
  - бронзова з мечами (26 серпня 1916)
  - 2 срібних з мечами (20 січня 1917 і 24 січня 1918)
- Військовий Хрест Карла (8 вересня 1917)
- Медаль «За поранення» (Австро-Угорщина) з п'ятьма смугами (10 березня 1918)
- Хрест «За відвагу» (Каринтія)
  - загальний (5 грудня 1919)
  - особливий (3 квітня 1920)
- Почесний громадянин міста Бад-Радкерсбург (1930)
- Пам'ятна військова медаль (Австрія) з мечами
- Почесний знак «За заслуги перед Австрійською Республікою», золотий знак (7 жовтня 1934)
- Почесний хрест ветерана війни з мечами
- Медаль «За вислугу років у Вермахті» 4-го, 3-го, 2-го і 1-го класу (25 років)
- Медаль «У пам'ять 1 жовтня 1938» із застібкою «Празький град»
- Залізний хрест
  - 2-го класу (1 жовтня 1939)
  - 1-го класу (15 червня 1940)
- Нагрудний знак «За танкову атаку» в бронзі (24 вересня 1940)
- Лицарський хрест Залізного хреста з дубовим листям
  - лицарський хрест (13 грудня 1941)
  - дубове листя (№ 205; 6 березня 1943)
- Нагрудний знак «За поранення»
  - в чорному (25 грудня 1941)
  - в сріблі
  - в золоті
- Штурмовий піхотний знак в сріблі (22 липня 1942)
- Срібна медаль «За військову доблесть» (Італія)
- Медаль «За італо-німецьку кампанію в Африці» (Італія)
- Нарукавна стрічка «Африка» (1943)
- Військовий орден Залізного трилисника (Хорватія; 21 травня 1944)

## Вшанування пам'яті
В 1967 році на честь Мікля назвали казарми в Бад-Радкерсбурзі (Mickl-Kaserne).